# ميخائيل كول (لاعب كرة قدم)
ميخائيل كول (بالإنجليزية: Michael Cole)‏ (3 سبتمبر 1966 في المملكة المتحدة - ) هو لاعب كرة قدم بريطاني في مركز الهجوم. لعب مع إيبسويتش تاون وبورت فايل ونادي فولهام ونادي تشيلمسفورد.

## وصلات خارجية
- ميخائيل كول على موقع قاعدة بيانات كرة القدم.إي يو (الإنجليزية)